# Monica Magnusson
Monica Ann-Charlotte Magnusson, född 18 mars 1968 i Kristina församling i Jönköping, är en svensk före detta friidrottare (medeldistans) som tävlade för först Jönköpings AIF och senare Mölndals AIK.

## Personliga rekord
- 1 500 meter - 4.18,72 (Stockholm 1 juli 1986)